# Maria Dimadi
Maria Dimadi (en grec: Μαρία Δημάδη) (Agrínion, 7 de maig de 1907 - Agrínion, 31 d'agost de 1944) fou una intèrpret i activista política grega, membre de la Resistència grega a la seva localitat natal. Durant l'ocupació nazi treballà com a intèrpret a la guàrdia alemanya de la ciutat i, coneixent així els moviments de les tropes alemanyes, informà a la guerrilla.

## Trajectòria
Maria Dimadi va néixer el 7 de maig de 1907 a Agrínion. El seu pare era el ginecòleg Costas Dimadis i la seva mare Erasmia Panagopoulou, filla del majorista de tabac Panagopoulos. Durant l'ocupació alemanya va participar primer a l'organització Solidaritat Nacional a Agrínion i, després, al febrer de 1942 va començar a treballar com a intèrpret a la guàrdia alemanya de la ciutat, ja que coneixia amb fluïdesa l'alemany (i el francès).
Gràcies al seu càrrec, va acabar coneixent àmpliament els moviments de les tropes alemanyes a la zona i va informar les forces de l'Exèrcit Popular d'Alliberament Grec (ELAS). Així, el Regiment 2/39 ELAS, després de ser informat per Dimadi sobre els moviments de les tropes alemanyes a principis de juliol de 1943, va preparar una emboscada fora del poble de Myrtia, sobre del llac Trichonida, a la regió d'Etòlia-Acarnània, i va colpejar una falange alemanya el 10 de juliol de 1943, matant més de 100 soldats alemanys, a la batalla de Myrtia (o Gouritsa). Dimadi també va informar a l'ELAS sobre el pla de les forces alemanyes de dirigir-se cap a Karpenisi per derrotar la guerrilla, el novembre de 1943. També, després que l'ELAS colpegés les tropes alemanyes al poble de Kainourio, prop d'Agrínion, el 5 de juliol de 1944, en el qual van matar 70 soldats alemanys, va informar a la guerrilla que els soldats alemanys i els membres dels batallons de seguretat anaven a arrestar els vilatans en relació amb la guerrilla. Així que els residents en qüestió van aconseguir escapar i ningú va ser arrestat. Dimadi va ajudar moltes vegades a l'alliberament dels presos, inclosos els membres de la resistència i va donar permisos especials als membres de la resistència, facilitant així els seus moviments.
Va ser executada el 31 d'agost de 1944 per membres dels Batallons de Seguretat, als afores del cementiri de la Santíssima Trinitat d'Agrínion, ben a prop de les presons.